# Magione-Verschwörung
Die Magione-Verschwörung (italienisch Congiura della Magione) war ein Komplott, das 1502 von den eigenen Hauptleuten und Verbündeten gegen Cesare Borgia (genannt Il Valentino) geschmiedet wurde. Sie verdankt ihren Namen dem Ort, an dem sie organisiert wurde, der Burg der Malteserritter (Castello dei Cavalieri di Malta) in Magione, in der Provinz Perugia.

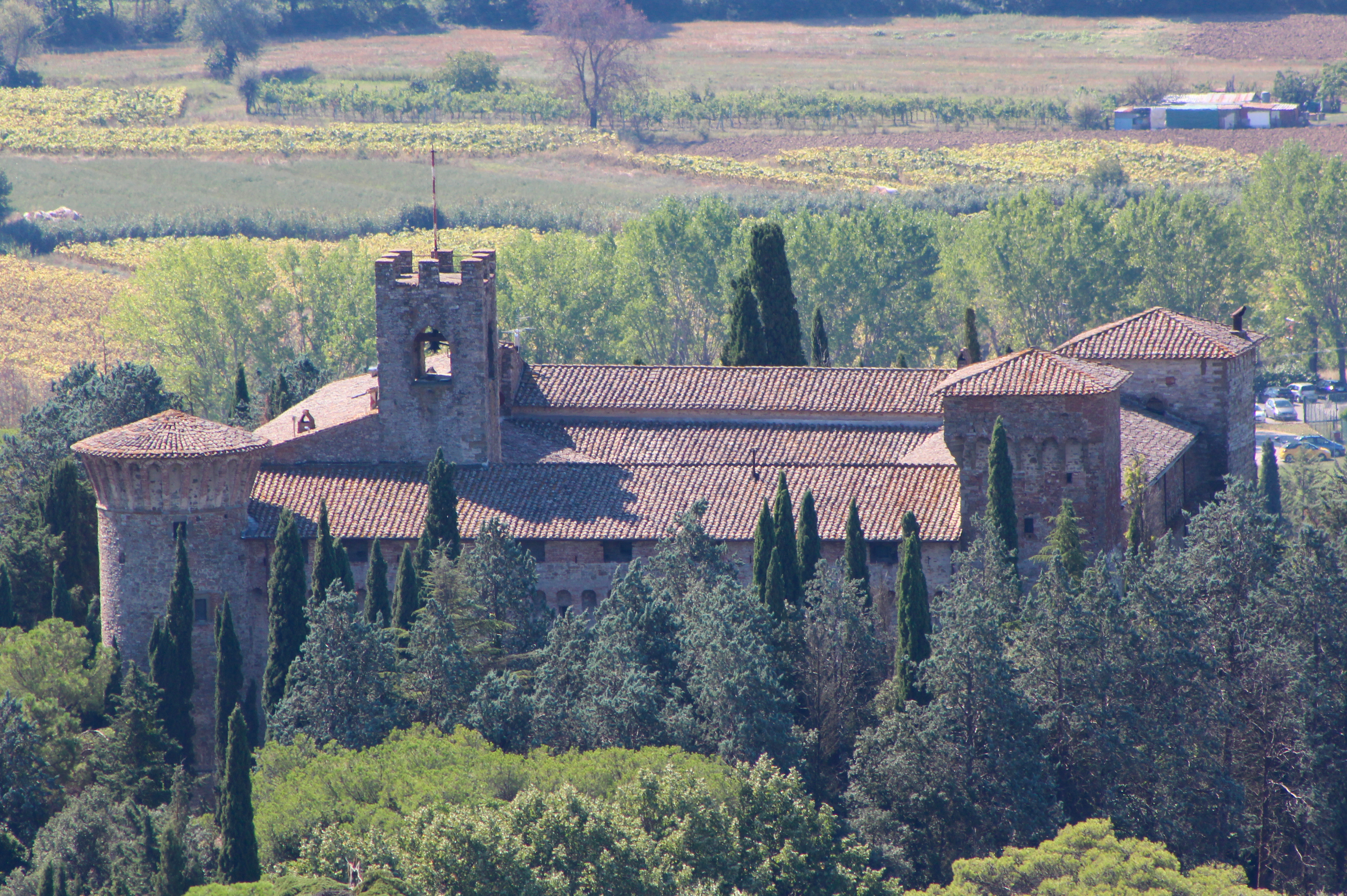
Burg von Magione

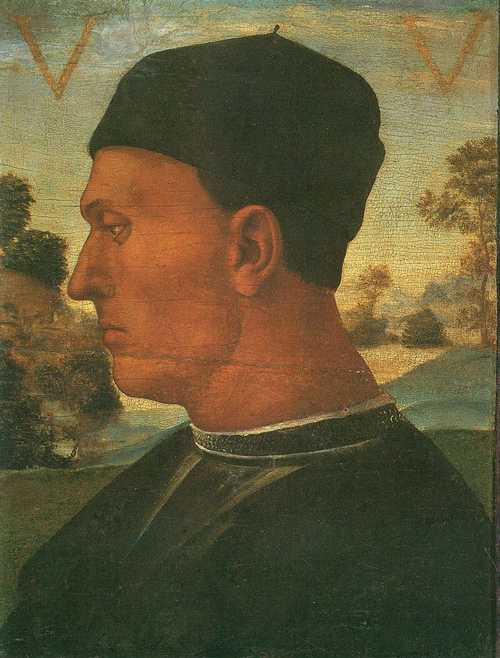
Vitellozzo Vitelli, Porträt von Luca Signorelli, einer der Urheber der Verschwörung

## Ursache
Nachdem Herzog Valentino viele wichtige Städte erobert hatte (darunter Rimini, Ravenna, Forlì, Cesena und nicht zuletzt Urbino), war er entschlossen, auch Bologna in Besitz zu nehmen und Giovanni II. Bentivoglio zu vertreiben, um die emilianische Stadt zur Hauptstadt seines Herzogtums Romagna zu machen. Dieser Ehrgeiz rief bei seinen Anführern und Feinden große Besorgnis hervor, da sie befürchteten, durch die Hand von Machiavellis Fürsten zu sterben.

## Die Entwicklung der Ereignisse
„Die Familien Vitelli und Orsini und ihre anderen Anhänger erkannten, dass der Herzog zu mächtig geworden war und dass zu befürchten war, dass er nach der Besetzung Bolognas nicht erneut versuchen würde, sie zu vernichten und allein mit seinem Heer in Italien zu bleiben. Sie hielten eine Versammlung in Magione in Perugia ab, wo der Kardinal, Pagolo, der Herzog von Gravina Orsini, Vitellozzo Vitelli, Oliverotto da Fermo, Giampagolo Baglioni, Tyrann von Perugia, und Antonio da Venafro, der von Pandolfo Petrucci, dem Oberhaupt von Siena, geschickt worden war, zusammenkamen. Sie beschlossen, die Bentivoglios nicht im Stich zu lassen und zu versuchen, die Florentiner für sich zu gewinnen, und schickten sowohl an den einen als auch an den anderen Ort ihre Männer, wobei sie dem einen Hilfe versprachen und den anderen ermutigten, sich mit ihnen gegen den gemeinsamen Feind zu verbünden.“

Vitellozzo Vitelli war der erste, der von Cesares Plan verunsichert war. Er traf sich mit Oliverotto da Fermo, Paolo Orsini, seinem Cousin Francesco (4. Herzog von Gravina), Giampaolo Baglioni (Herr von Perugia) und Antonio Giordano, dem Minister von Pandolfo Petrucci, der Siena vertrat, in der Burg von Magione, wo sich Kardinal Giovanni Battista Orsini als Kommendatar aufhielt, um über das weitere Vorgehen zu beraten. Bei diesem Treffen wurden zwei Beschlüsse gefasst, nämlich Bentivoglio in Bologna nicht aufzugeben, die Unterstützung der Florentiner und Venezianer gegen den Herzog zu suchen und ein Bündnis mit dem Herzogtum Urbino zu schmieden.
Als Urbino von der geheimen Vereinbarung zwischen den Verschwörern erfuhr, lehnte es sich sofort gegen die Besetzung durch Borgia auf und eroberte die Festung San Leo zurück, die Valentino im Juni 1502 erobert hatte. Als die Condottieri die Beteiligung der Stadt in den Marken sahen, eilten sie dorthin, wo sie die Schlacht von Calmazzo mit großer Verbissenheit führten, die sie gewannen. In der Zwischenzeit schickten sie eine neue Delegation nach Florenz, um die Republik um Hilfe zu bitten. Guidobaldo da Montefeltro, der Anwärter auf die Herrschaft von Urbino, brachte die Angelegenheit vor den venezianischen Senat, der seinem Gesuch, die Serenissima zu verlassen, stattgab. Vitellozzo irrte sich jedoch, als er den Florentinern vertraute, die bereits seinen Bruder Paolo hingerichtet hatten und die nicht nur nicht bereit waren, den Feinden Cesares zu helfen, sondern auch ihren Sekretär Niccolò Machiavelli zu Borgia (der sich in Imola aufhielt) schickten, um Valentino vor dem Verrat seiner Soldaten zu warnen. Da dem Herzog durch den Verrat seiner Hauptleute die Soldaten fehlten, blieb ihm nichts anderes übrig, als sich auf die Florentiner und einige Soldaten zu verlassen, die ihm der französische König Ludwig XII. geschickt hatte.

## Valentinos Verrat

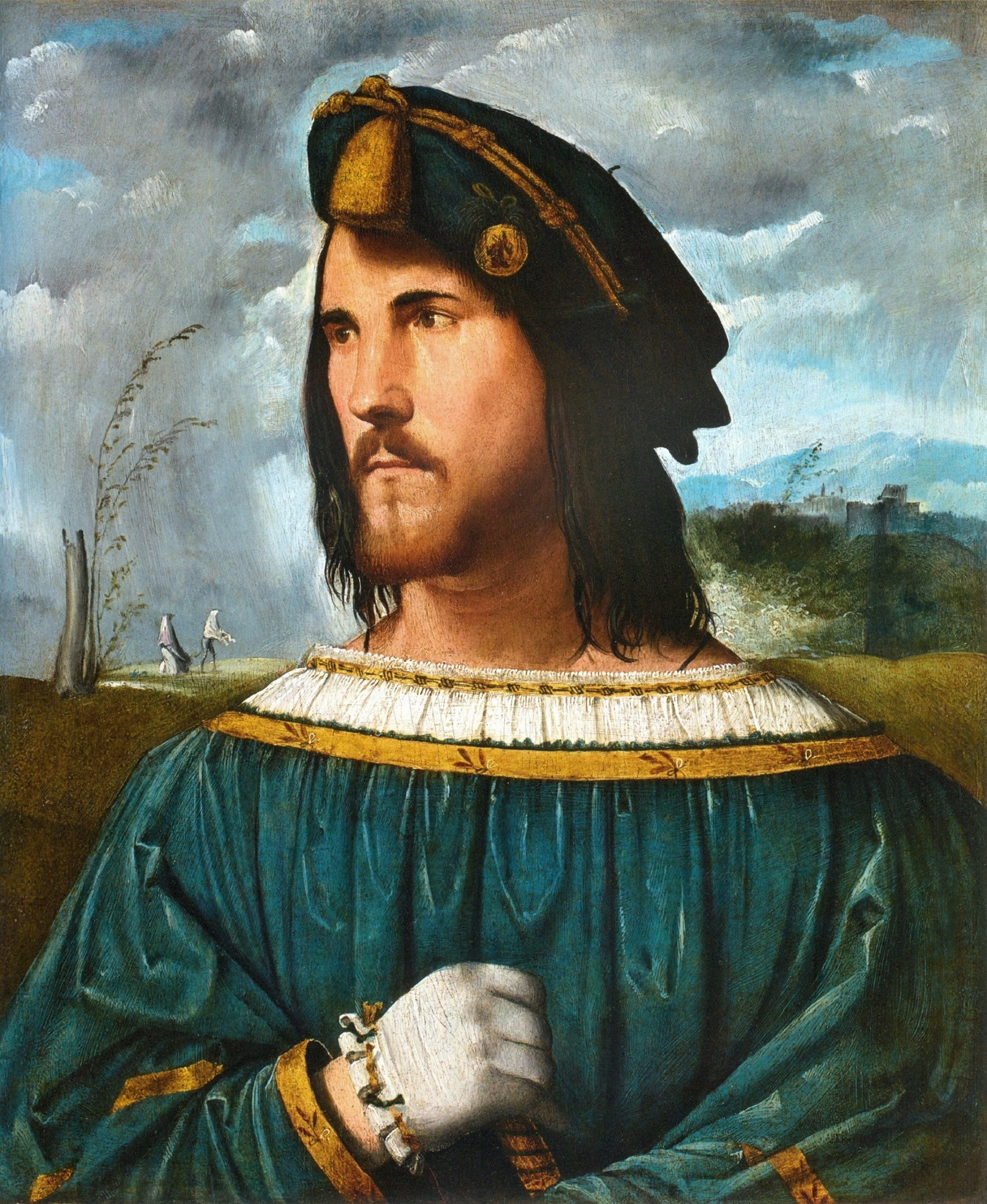
Mutmaßliches Porträt von Cesare Borgia.
Gemälde von Altobello Melone (Accademia Carrara)

Aus Furcht vor der verspäteten Ankunft der französischen Truppen zog Borgia es vor, die Verschwörer zu spalten, indem er Paolo Orsini, der einer sehr mächtigen Familie (den Orsini von Rom) angehörte, in Versuchung führte, indem er ihm vorgaukelte, dass er keinen Groll gegen seine Hauptleute hege und dass sie in seine Reihen zurückkehren könnten, ohne mit irgendeiner Strafe rechnen zu müssen, sondern im Gegenteil, die Orsini-Soldaten eine Solderhöhung erhielten. Papst Alexander VI. (Cesares Vater), der befürchtete, die Orsini könnten sich, angestachelt durch die Taten ihrer Verwandten in Calmazzo, gegen ihn auflehnen, wandte sich sofort an Kardinal Giovanni Battista Orsini und schickte seinen Legaten zum Herzog von Gravina und zu Giulio Vitelli, Vitellozzos Bruder und Bischof von Città di Castello.
Vitelli war misstrauischer und schlauer als die anderen Verschwörer und traute den Worten nicht. Schließlich lenkte er jedoch unter der Bedingung ein, dass auch sein Bruder Vitellozzo die ihm unterbreiteten Vorschläge akzeptierte. Vitellozzo befand sich zu diesem Zeitpunkt mit Guidobaldo da Montefeltro in Fano, und so begaben sich der Herzog von Gravina, Paolo Orsini und Giulio Vitelli in die Marken, um ihn auf die Angebote der Borgia aufmerksam zu machen und ihn darauf hinzuweisen, dass die Condottieri inzwischen viele Verbündete verloren hatten, wie Pandolfo Petrucci von Siena, die Bentivoglio und die Republik Florenz, die sich aus Angst vor König Ludwig XII. von Frankreich, der seinerseits zahlreiche Heere nach Italien schicken wollte, niemals gegen Cesare stellen würden.

## Massaker von Senigallia

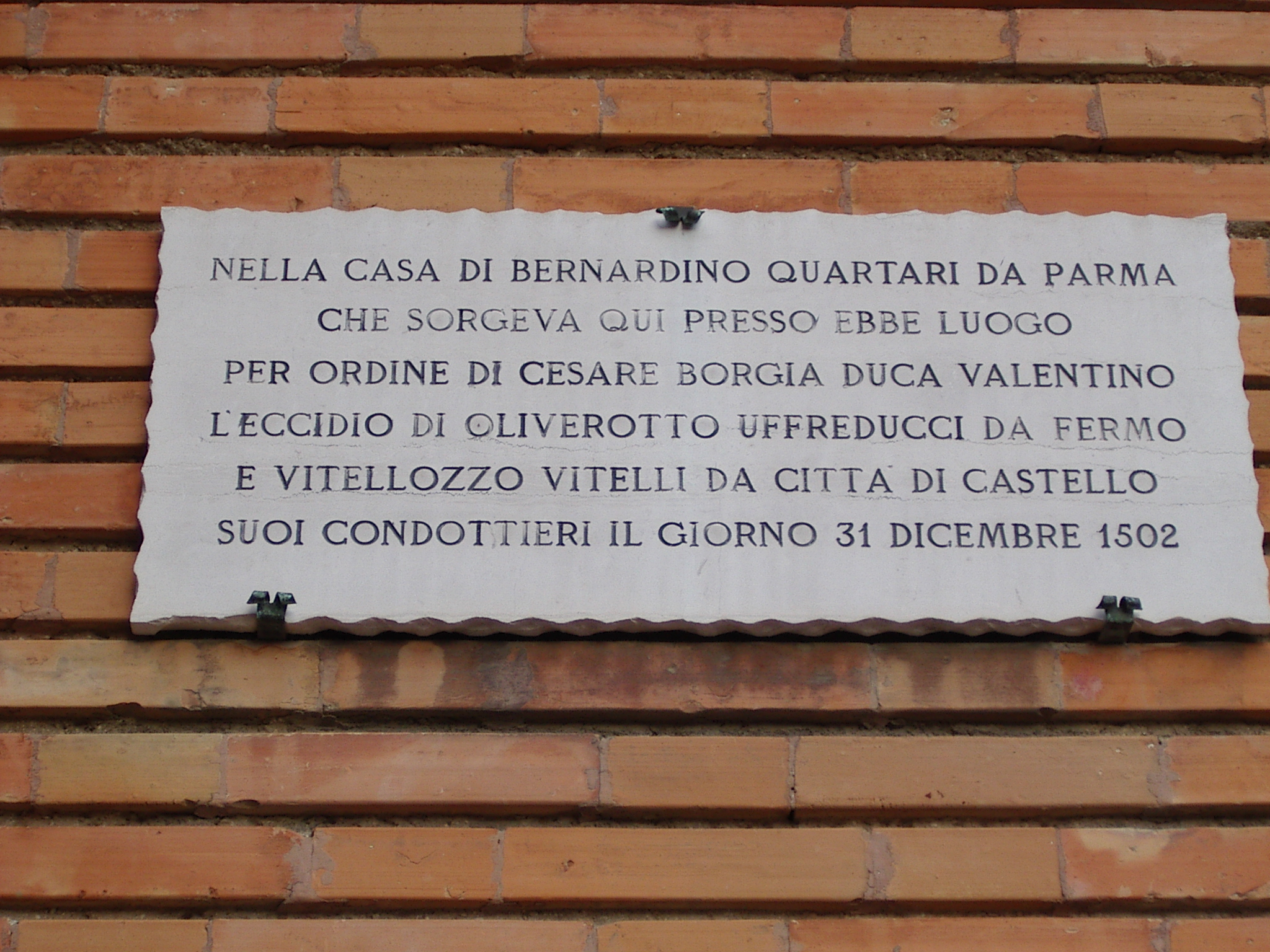
Gedenktafel in Senigallia an der Stelle, an der Vitellozzo Vitelli und Oliverotto da Fermo in der Nacht des 31. Dezember 1502 starben

Vitellozzo, der Cesare gut kannte, zerriss jedoch alle Briefe, in denen dessen Versprechungen festgehalten waren. Die geheimen Friedensverhandlungen wurden jedoch von Paolo Orsini gegen den Widerstand der Vitelli und der Baglioni von Perugia unvermindert fortgesetzt. Schließlich lenkte Vitellozzo ein, und es kam zu einer Einigung. Vitellozzo Vitelli, der Herzog von Gravina, Paolo Orsini und Oliverotto da Fermo wurden nach Senigallia eingeladen, wo sie alle am 31. Dezember 1502 gefangen genommen wurden; in der Nacht (also bereits 1503) wurden Vitellozzo und Oliverotto erdrosselt, während die beiden Orsini am 18. Januar 1503 in Castel della Pieve auf die gleiche Weise von dem ergebenen Mörder und Leutnant des Herzogs der Romagna Michelotto Corella getötet wurden.